# Préfet de l'annone
Le préfet de l'annone, en latin præfectus annonæ, est un magistrat chargé d'assurer le bon approvisionnement en grains de Rome. Le mot annona, dérivé d'annus, « année », désignait au sens propre la production annuelle (la récolte) de différentes denrées. Il a ensuite désigné le prix variant annuellement de ces denrées, puis le ravitaillement de Rome en tant qu'il était garanti par l'État.

## L'Annone sous la République
Sous la République, il s'agit d'un magistrat nommé exceptionnellement, en cas de disette. Il est alors chargé de trouver du ravitaillement pour la cité, particulièrement du grain. Il n'apparaît pas avant 439 av. J.-C., lors d’une sévère famine quand la plèbe élit préfet de l’annone Lucius Menenius (ou Minucius), avec l’accord du sénat romain. Il chercha du blé auprès des voisins de Rome, et en acheta en Étrurie avec les fonds de l'État. Par ailleurs, il obligea à déclarer les stocks, les limita à un mois de consommation et força à vendre le surplus, pour faire baisser les cours. Il resta en fonction deux ans. Son action fut concurrencée par celle du riche chevalier romain Spurius Maelius, qui acheta également du blé pour le distribuer gratuitement, afin de développer sa popularité. Mais celui-ci, accusé de comploter un coup d'État, fut sommairement exécuté pour rébellion lors de son arrestation sous la dictature de Cincinnatus.
Le déclin de la population citoyenne libre, formée de paysans cultivant leurs terres, et l'augmentation de la population pauvre de la ville de Rome, à partir du IIe siècle av. J.-C., provoquent une forte augmentation de ces besoins, en partie satisfaits par des distributions faites par des particuliers, convoitant une magistrature (et donc pour s'attirer le vote des électeurs).
Les lois frumentaires des Gracques, qui prévoient des distributions à prix réduit de blé, entraînent un accroissement de l'importance politique de la gestion de l'approvisionnement.

## L'Annone sous le Haut Empire
Sous le Haut-Empire, le préfet de l'annone devient un préfet impérial permanent chargé d'assurer le bon approvisionnement en grains de Rome, soit d'une agglomération estimée à un million d'habitants (au Ier siècle). Auguste entre 8 et 14, réforme la fonction confiée jusque-là aux édiles ceriales créés par Jules César et l'attribue à un chevalier de l'ordre équestre.
Les approvisionnements en blé proviennent pour l'essentiel par voie maritime des provinces romaines d'Afrique, d'Espagne et d'Égypte et sont stockés dans les entrepôts (horrea) d'État à Rome. Un approvisionnement bien organisé devait stocker à Rome une année de consommation.
Le blé était ensuite soit distribué gratuitement (Congiaire) aux quelque 200 000 allocataires (nombre fixé par Auguste et resté stable durant l'Empire), soit revendu à des entreprises privées de boulangerie pour le marché libre.
Sous Claude Ier, les compétences du préfet de l'Annone sont étendues aux distributions mensuelles gratuites de blé, privant ainsi l'ordre sénatorial de cette responsabilité auparavant gérée par d'anciens préteurs (præfecti frumenti dandi). Les præfecti frumenti dandi ne réapparaissent sous Trajan que pour les distributions exceptionnelles.
Sous Septime Sévère, les distributions de blé sont complétées par des distributions d'huile. Aurélien remplace le blé par du pain et ajoute des distributions de viande de porc et de sel mais également met en place des ventes de vin à prix réduit.

## L'Annone sous le Bas-Empire
La fondation de Constantinople modifia les circuits d'approvisionnement : le blé d'Égypte fut destiné à la nouvelle capitale. Rome dépendit totalement de l'Afrique, situation mise à profit lors des troubles politiques et des invasions pour affamer les Romains et faire pression sur le pouvoir en place en Italie.
Les approvisionnements devinrent plus difficiles à cause de la conquête de l'Afrique du Nord par les Vandales en 435.

## Préfets de l'Annone
Liste non exhaustive
- Caius Turranius Gracilis (14-48)[5]
- Pompeius Paulinus (48-55)[5]
- Lucius Faenius Rufus (55-62)[5]
- Caius Poppaeus Sabinianus (62-65 ou 69)[6],[5],[7]
- Arrius Valens vers 70[8]
- Caius Valerius Paullinus (vers 70 vers 73)[8]
- Lucius Iulius Ursus (avant 79)[9],[10]
- Caius Tettius Cassianus Priscus (?76–79/80)
- Lucius Laberius Maximus (vers 80)[11],[12],[13]
- Marcus Mettius Rufus (av. 88)
- Claudius Athenodorus (vers 95)
- Caius Minicius Italus (entre 95 et 100)
- Servius Sulpicius Similis (entre 103 et 107)
- Marcus Rutilius Lupus (107-113/114)[8]
- Claudius Julianus (entre 118 et 138)
- Caius Junius Flavianus (vers 138)
- Lucius Valerius Proculus (142 - 144)
- Marcus Petronius Honoratus (entre 144 et 147)